# Xã Empire, Quận Ellsworth, Kansas
Xã Empire (tiếng Anh: Empire Township) là một xã thuộc quận Ellsworth, tiểu bang Kansas, Hoa Kỳ. Năm 2010, dân số của xã này là 196 người.